# Косораду (Паредиш-ди-Кора)

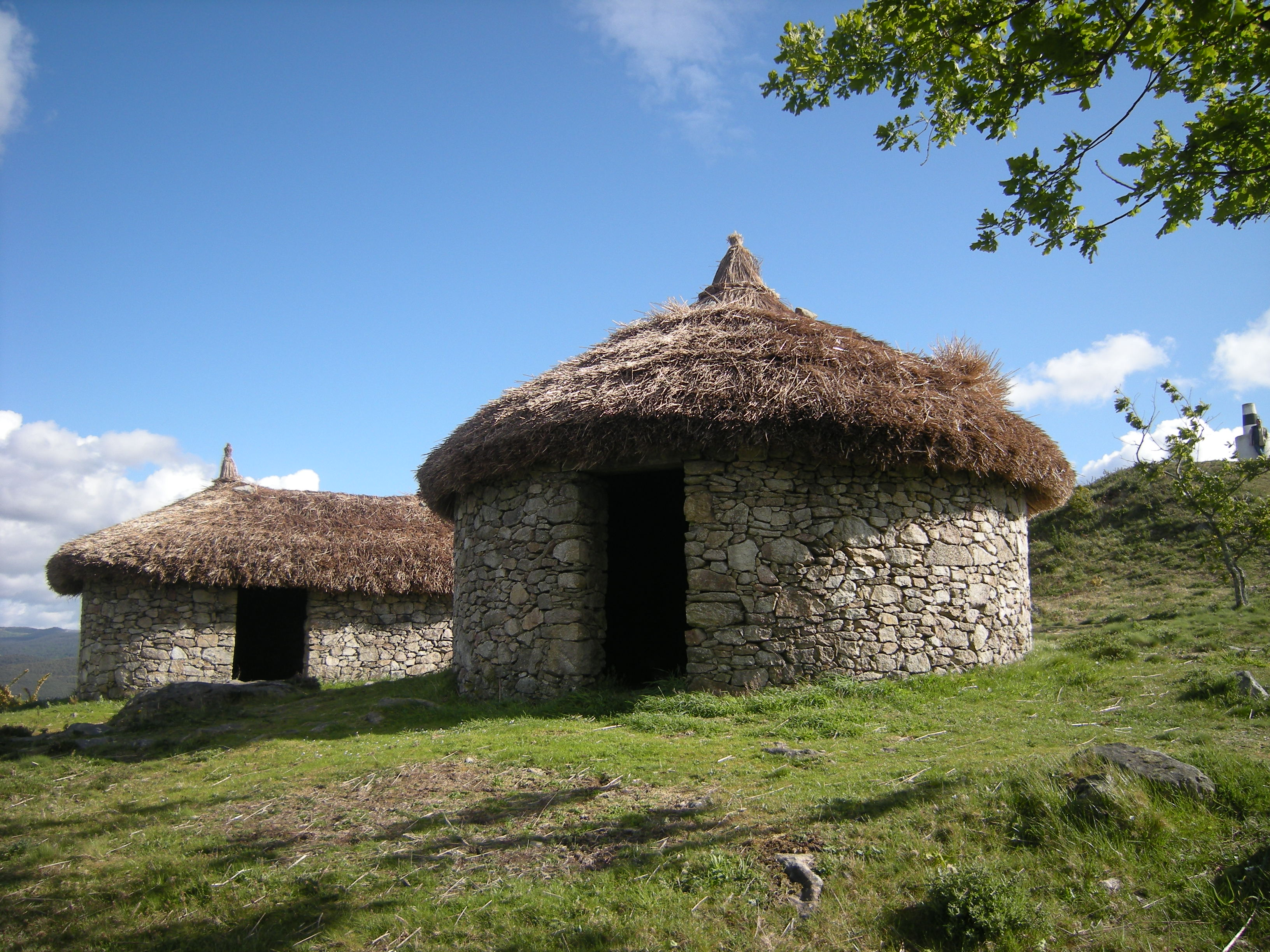

Косора́ду (порт. Cossourado) — район (фрегезия) в Португалии, входит в округ Виана-ду-Каштелу. Является составной частью муниципалитета Паредиш-ди-Кора. По старому административному делению входил в провинцию Минью. Входит в экономико-статистический субрегион Минью-Лима, который входит в Северный регион. Население составляет 338 человек по состоянию на 2001 год. Занимает площадь 5,53 км².